# Борис Гагелін
Борис Цезар Вільгельм Гагелін (Boris Caesar Wilhelm Hagelin; 2 липня 1892, Аджикент, Елизаветпольская губернія, нині Азербайджан — 7 вересня 1983, Цуг) — шведський підприємець, винахідник пристроїв шифрування. Розробник електромеханічних шифрувальних пристроїв, які продовжують роботи одного з перших винахідників роторних машин — Арвіда Дамма, й механічних шифрувальних машин, які широко використовувалися у Другій світовій війні. Засновник швейцарської компанії Crypto AG, що спеціалізується на інформаційній і телекомунікаційній безпеки. Девід Кан називає Гагеліна першим і єдиним мільйонером від криптології.

## Біографія
Борис Гагелін народився 2 липня 1892 року на Кавказі. Його батько Карл Вільгельм Хагелін працював керуючим у нафтової компанії Нобелів в Баку. У 1899 році Карл Гагелін був призначений директором, і переїхав з родиною в Санкт-Петербург. Борис Гагелін навчався в школі спочатку в Санкт-Петербурзі, потім з 1904 року в Швеції. Після закінчення школи вступив в Королівський технологічний інститут у Стокгольмі, де вчився на інженера-механіка, закінчивши інститут в 1914 році.
У 1915 році Гагелін почав свою професійну кар'єру у Вестеросі у шведській електротехнічній компанії ASEA — постачальниці устаткування для компанії Нобелів. Вільно володіючи п'ятьма мовами, Гагелін працював з іноземними клієнтами. Після шести років в ASEA, Хагелін перевівся на тимчасову роботу в Нью-Джерсі, США в компанію Standard Oil — можливого партнера Нобелів в Росії. Через рік стало ясно, що справа в Росії продовжити не вдасться (компанія Нобелів була націоналізована), і Хагелін, не бачачи для себе перспектив в нафтовій промисловості, повернувся в Стокгольм.
Будучи зацікавленими в шифруванні ділової кореспонденції, Еммануїл Нобель і батько Бориса Гагеліна стали інвесторами компанії AB Cryptograph, що знаходилася в той момент на межі банкрутства. Компанія займалася виробництвом шифрувальних машин, які розробляються Арвідом Даммом, найбільш важливим винаходом якого була роторна машина «Electrocryptograph B-1». Хоча Борис Гагелін не володів знаннями в області криптографії, інвестори в 1922 році призначили його представляти свої інтереси в компанії. У 1925 році, після того як Дамм переїхав у Париж для співпраці з телеграфними компаніями, Гагелін очолив фірму.  У 1926 році Гагелін модифікував одну з машин Дамма, що дозволило отримати замовлення від збройних сил Швеції, спочатку планували закупити машини «Енігма». Машина Гагеліна B-21 стала першим комерційним успіхом фірми.
Після смерті Арвіда Дамма в 1927 році та Еммануїла Нобеля в 1932 році контроль над компанією перейшов до Гагеліна. У 1934 році на замовлення французького генерального штабу Гагелін почав розробляти кишенькову шифрувальну машину. За основу для неї Гагелін узяв один із своїх попередніх проектів — апарат для розміну монет і друку чеків для автобуса. З отриманих в результаті шифрувальних пристроїв C-35 і почалася найуспішніша серія машин Гагеліна.
Після декількох поїздок в США в 1937—1940 роках, Гагелін домовився про використання армією США варіанту машини C-36 в якості тактичної криптографічної системи. що отримала позначення M-209, машина використовувалася в Другій світовій і Корейської війни. Після тривалого тестування зразків, привезених з Швеції, у червні 1941 року Військами зв'язку США (англ. United States Army) було прийнято рішення про замовлення машин Гагеліна. Так як на вимогу уряду США, виробники друкарських машинок повинні були припинити їх виробництво і почати виконувати оборонне замовлення, для виробництва M-209 була обрана відповідна для цього фабрика компанії англ. Smith & Corona, що випускала портативні друкарські машинки. Виробництво почалося в 1942 році, і всього було випущено близько 140 000 (за іншою інформацією — 125 000) пристроїв.
У 1948 році Гагелін переїхав у Швейцарію, де заснував у 1952 році компанію Crypto AG і куди до 1959 році повністю перевів свій бізнес зі Швеції. Гагелін продовжував працювати в Crypto AG до 1970 року.